# Margherita Rinaldi
Pour les articles homonymes, voir Rinaldi.
Margherita Rinaldi, née le 12 janvier 1935 à Turin (Piémont) et morte le 7 septembre 2023 à Impruneta (Toscane), est une soprano italienne, particulièrement associée au répertoire lyrique italien et français.

## Biographie
Margherita Rinaldi fait ses études de chant à Rovigo. Après avoir gagné un concours de chant à Spolète, elle y fait ses débuts en 1958, dans le rôle-titre de Lucia di Lammermoor.
Elle débute à La Scala de Milan en 1959, en Sinaide dans Mosè in Egitto. Dès lors invitée sur toutes les grandes scènes lyriques d'Italie, où elle brille dans le répertoire Rossini-Donizetti-Bellini, notamment La sonnambula, L'elisir d'amore, Don Pasquale, mais aussi Gilda dans Rigoletto de Verdi, qui devient son rôle fétiche. Elle excelle aussi dans les œuvres de Mozart et Cimarosa.
Elle participe à d'importantes reprises à La Scala, notamment dans I Capuleti ed i Montecchi en 1966, et dans Linda di Chamounix en 1972, aux côtés d'Alfredo Kraus.
Elle chante beaucoup à la radio italienne entre 1963 et 1975, dans une grande variété de rôles, tels Berthe dans Le prophète, Cléopâtre dans Giulio Cesare, Ginevra dans Ariodante, Noraime dans Les Abencérages. En 1978, elle chante à Florence le rôle d'Adalgisa dans Norma, aux côtés de Renata Scotto, une première offrant au public l'opportunité d'entendre cet opéra chanté par deux sopranos, comme l'avait composé Bellini.
À l'étranger, elle parait aux Opéras de Dallas en 1966 (Gilda) et San Francisco en 1968 (Lucia), puis Chicago. Elle est invitée aux festivals de Glyndebourne, Wexford et Bregenz.
Voix cristalline, bonne vocaliste et excellente styliste, elle poursuit une brillante carrière loin des feux de la publicité jusqu'à son retrait de la scène en 1981.

## Sources et références
- Harold Rosenthal, John Warrack, Roland Mancini et Jean-Jacques Rouveroux, Guide de l'opéra, Paris, Fayard, coll. « Les indispensables de la musique », 1995, 968 p. (ISBN 978-2-213-59567-2)

1. ↑  (it) « Addio al soprano Margherita Rinaldi. Aveva 88 anni », sur Connessi all'Opera, 8 septembre 2023 (consulté le 9 septembre 2023)
2. 1 2  « Décès de Margherita Rinaldi » sur Forum Opéra, 21 septembre 2023.